# Teodicea agustiniana
La teodicea agustiniana és un tipus de teodicea cristiana designada per respondre al problema del mal. Com a tal, intenta explicar la possibilitat d'un Déu omnipotent i omnibenevolent enmig d'evidència de mal al món. Diferents variacions d'aquesta teodicea han estat proposades al llarg de la història, però normalment afirmen que Déu és perfectament bo, que va crear el món del no-res i que el mal és el resultat del pecat original dels humans. L'entrada del mal al món és generalment explicada com el càstig pel pecat i la seva contínua existència es nodreix del mal ús del lliure albir per part dels éssers humans. La teodicea agustiniana sosté que Déu és perfectament bo i que no és responsable del mal o del patiment.
Sant Agustí d'Hipona va ser el primer a desenvolupar la teodicea. Va rebutjar la idea que el mal existeix en si; en canvi, el va considerar com una corrupció de la bondat, causada per l'abús del lliure albir per part de la humanitat. Sant Agustí creia en l'existència d'un infern físic com a càstig pel pecat, però va afirmar que aquells que triaven acceptar la salvació de Jesucrist anirien al cel. Sant Tomàs d'Aquino, influït per Sant Agustí, va proposar una teodicea similar basada en la idea que Déu és bondat i que no pot haver mal en ell. Creia que l'existència de la bondat permet que el mal existeixi per culpa dels humans. Agustí també va influir en Joan Calví, que va donar suport a l'opinió d'Agustí que el mal és el resultat del lliure albir i va argumentar que el pecat corromp els humans, que requereixen la gràcia divina per a una guia moral. La teodicea va ser criticada per Fortunat, un maniqueu contemporani de sant Agustí que debatia que Déu havia d'estar implicat en el mal.